# KidsConcern
KidsConcern was een Nederlandse organisatie die voor werkgevers en ouders bemiddelde voor de kinderopvang. 

## Faillissement
In april 2005 werd KidsConcern overgenomen door Humanitas, een andere grote speler in de kinderopvang-bemiddeling. Humanitas investeerde 6 miljoen euro. Door de nieuwe kinderopvangwet van 2005 had KidsConcern nauwelijks nog meerwaarde, waardoor veel werknemers en ouders de samenwerking stopzetten.
Eind 2005 probeerde Kidsconcern zo veel mogelijk geld van ouders of geld bestemd voor kinderdagverblijven richting de Kidsconcern Holding te sluizen om Humanitas (100% aandeelhouder) zo min mogelijk verlies te laten lijden. 
In februari 2006 is KidsConcern failliet gegaan.